# Nug-Kleinautowerke Niebaum, van Horn & Co.
Die Nug-Kleinautowerke Niebaum, van Horn & Co. – nach anderen Quellen Nug-Kraftfahrzeugwerke Niebaum, van Horn & Co. – waren ein deutscher Automobilhersteller.

## Unternehmensgeschichte
Das Unternehmen wurde 1920 als OHG gegründet. Gesellschafter waren Heinrich Niebaum, Valentin van Horn und Paul Hamacher. Der Sitz war in Herford. Eine Quelle gibt davon abweichend an, dass sich nur die Produktionsstätte in einer Gasgeneratorenfabrik in Herford befand, das Unternehmen aber in Hannover ansässig war. Die Produktion der Automobile lief von 1921 bis 1925.

## Fahrzeuge
Das Unternehmen stellte Kleinwagen her. Für den Antrieb sorgte ein wechselgesteuerter Vierzylindermotor. Der Motor mit 960 cm³ Hubraum und 18 PS (13 kW) Leistung war vorne im Fahrzeug montiert und trieb über ein Dreiganggetriebe die Hinterachse an. Wegen der schmalen hinteren Spur wurde auf ein Differential verzichtet. Das Fahrzeug war mit einem modischen Spitzkühler ausgestattet und bot zwei Personen Platz. Laut zweier Quellen war auch eine Limousine lieferbar. Die Höchstgeschwindigkeit war mit 80 km/h angegeben.
Ein Fahrzeug dieser Marke nahm 1921 am Eröffnungsrennen auf der Berliner AVUS teil. Mindestens ein Fahrzeug nahm 1923 am Kleinautorennen auf der AVUS teil.
Der Automobilhistoriker Erwin Tragatsch gab 1971 in der März-Ausgabe der von ihm herausgegebenen Oldtimerzeitschrift Automobil- und Motorrad-Chronik an, dass ein Fahrzeug des Herstellers noch in Westfalen existiere.